# Portulaca hereroensis
Portulaca hereroensis är en portlakväxtart som beskrevs av Schinz. Portulaca hereroensis ingår i släktet portlaker, och familjen portlakväxter. Inga underarter finns listade i Catalogue of Life.